# Matti Rimpelä
Matti Keijo Rimpelä, född 1 augusti 1942 i Björneborg, är en finländsk läkare.
Rimpelä blev medicine och kirurgie doktor vid Tammerfors universitet 1980, docent i folkhälsolära där sedan 1980, docent i hälsofostran vid Jyväskylä universitet sedan 1995. Han var 1982–1987 professor i folkhälsolära vid Helsingfors universitet och blev 1993 överläkare vid Rättsskyddscentralen för hälsovården samt 1992 forskningsprofessor vid Forsknings- och utvecklingscentralen för social- och hälsovården (STAKES).
Han har aktivt engagerat sig i kampen mot tobaksrökning.